# Пачеко, Хорхе Херман
Хо́рхе Херма́н Паче́ко (исп. Jorge Germán Pacheco; ок. 1889 — неизвестно) — уругвайский футболист, действовавший на позиции полузащитника, тренер. Двукратный чемпион Южной Америки (1916, 1917).

## Биография
Хорхе Пачеко дебютировал в сборной Уругвая 15 августа 1910 года в товарищеском матче, который последовал после окончания международного турнира в Аргентине, ставшего прототипом будущих чемпионатов Южной Америки. Игра завершилась победой уругвайцев со счётом 3:1. Уже со второго матча в сборной стал капитаном команды. На тот момент он был игроком столичного «Насьоналя». Впоследствии перешёл в стан злейшего врага «Насьоналя» — в «Пеньяроль».
В 1915—1916 годах вместе с Альфредо Фольино возглавлял сборную Уругвая в качестве играющего тренера. Играющий тренерский тандем помог уругвайцам выиграть первый официальный чемпионат Южной Америки 1916 года, состоявшийся в Аргентине. На турнире полузащитник сыграл в двух первых (из трёх) матчей своей команды.
В 1917 году сборную возглавлял уже самостоятельный специалист, Рамон Платеро. Он взял Пачеко на второй, домашний, чемпионат Южной Америки в качестве капитана, где игрок провёл все три матча и стал, таким образом, двукратным чемпионом континента. Последний матч за сборную Уругвая Хорхе Пачеко провёл 14 октября 1917 года. Всего за «Селесте» Пачеко сыграл в 28 матчах — очень приличный показатель для начала XX века.
Хорхе Херман Пачеко был племянником президента Уругвая Фелисиано Вьеры (1915—1919) и происходил из аристократической семьи.

## Титулы
- Чемпион Уругвая (2): 1912, 1918
- Чемпион Южной Америки по футболу (2): 1916, 1917